# 1547
Il 1547 (MDXLVII in numeri romani) è un anno  del XVI secolo.

## Eventi
- John Knox  – Protestante,  teologo e riformatore della chiesa scozzese, viene catturato dalle forze armate cattoliche dell'inquisizione e inviato nelle galere francesi.
- 2 gennaio – Congiura dei Fieschi contro Andrea Doria, fallita per un incidente al capo Gian Luigi Fieschi.
- 16 gennaio – Mosca: incoronazione di Ivan IV di Russia, detto il Terribile. Assume per primo il titolo di zar.
- 28 gennaio – Enrico VIII d'Inghilterra muore a Londra.
- 20 febbraio – Inghilterra: viene incoronato re Edoardo VI a soli 10 anni di età.
- Marzo – Trento: su richiesta di papa Paolo III il concilio di Trento viene spostato a Bologna a causa del diffondersi della peste a Trento e per sfuggire all'influenza dell'imperatore Carlo V d'Asburgo.
- 31 marzo – Muore a Rambouillet Francesco I di Francia. Gli succederà suo figlio Enrico II di Francia.
- 24 aprile – Germania: a Mühlberg si svolge la battaglia conclusiva fra le truppe di Carlo V d'Asburgo e le truppe della Lega di Smalcalda al comando del principe elettore di Sassonia Giovanni Federico con la sconfitta di queste.
- 23 maggio – Con la battaglia di Drakenburg si conclude la guerra di Smalcalda tra Carlo V e la Lega di Smalcalda, il cui capo Giovanni Federico accetta le condizioni di resa poste dall’imperatore con la capitolazione di Wittenberg.
- 22 luglio – Salve: i Turchi capeggiati dal comandante ottomano Dragut invadono Salve, paesino sulle coste salentine.
- 27 luglio – Papa Paolo III nomina cardinale presbitero di Santa Cecilia nel concistoro Carlo di Lorena.
- 10 settembre – Scozia: gli scozzesi vengono definitivamente sconfitti dagli inglesi nella Battaglia di Pinkie Cleugh.
- 10 settembre – Piacenza: il duca Pier Luigi Farnese, figlio del Papa Paolo III, è vittima di una congiura a causa della quale perderà la vita; è l'evento scatenante che porterà allo scontro il Papa e Carlo V d'Asburgo.

## Nati

### Gennaio
- 15 gennaio - Edvige di Württemberg, principessa tedesca († 1590)
- 22 gennaio - Carlo II di Hohenzollern-Sigmaringen, nobile († 1606)
- 24 gennaio - Giovanna d'Austria, sovrana († 1578)

### Febbraio
- 8 febbraio - Girolamo Mattei, cardinale, nobile e collezionista d'arte italiano († 1603)
- 13 febbraio - Aldo Manuzio il Giovane, editore italiano († 1597)
- 18 febbraio - Bahāʾ al-dīn al-ʿĀmilī, filosofo, architetto e matematico arabo († 1621)
- 24 febbraio - Giovanni d'Austria, generale, ammiraglio e diplomatico tedesco († 1578)

### Marzo
- 1º marzo - Rudolph Göckel, umanista e filosofo tedesco († 1628)
- 7 marzo - Satake Yoshishige, militare giapponese († 1612)
- 19 marzo - Carlo Pascale, letterato e diplomatico italiano († 1625)

### Aprile
- 8 aprile - Lucrezia Bendidio,  italiana
- 14 aprile - Joannes Busaeus, teologo olandese († 1611)

### Maggio
- 4 maggio - Michele Priuli, vescovo cattolico italiano († 1603)

### Luglio
- 5 luglio - Garzia de' Medici, nobile italiano († 1562)
- 15 luglio - Lorenzo Usimbardi, politico italiano († 1636)

### Agosto
- 10 agosto - Francesco II di Sassonia-Lauenburg, duca († 1619)

### Settembre
- 6 settembre - Giovanni Bonifacio, scrittore, giurista e storiografo italiano († 1635)
- 7 settembre - Giovanni Maria Boldù, politico italiano († 1624)
- 10 settembre - Giorgio I d'Assia-Darmstadt († 1596)
- 14 settembre - Johan van Oldenbarnevelt, politico olandese († 1619)
- 22 settembre - Nicodemus Frischlin, umanista, filologo e drammaturgo tedesco († 1590)
- 24 settembre - Faizi, poeta indiano († 1595)
- 29 settembre - Miguel de Cervantes, scrittore, poeta e drammaturgo spagnolo († 1616)

### Ottobre
- 2 ottobre - Filippo Luigi del Palatinato-Neuburg, conte († 1614)
- 14 ottobre - Francesco Corner, cardinale e vescovo cattolico italiano († 1598)
- 17 ottobre - Camilla Martelli,  italiana († 1590)
- 18 ottobre - Giusto Lipsio, filosofo, umanista e filologo fiammingo († 1606)
- 21 ottobre - Orsola Benincasa, religiosa e mistica italiana († 1618)
- 29 ottobre - Sofia Vasa († 1611)

### Novembre
- 7 novembre - Rodolfo Ospiniano, teologo svizzero († 1626)
- 10 novembre - Gebhard Truchsess von Waldburg, arcivescovo cattolico tedesco († 1601)
- 12 novembre - Claudia di Valois, principessa francese († 1575)
- 30 novembre - Carlo Antonio Dal Pozzo, arcivescovo cattolico e giurista italiano († 1607)

### Dicembre
- 8 dicembre - Emilio Maria Manolesso, letterato italiano

### Senza giorno specificato
- Mateo Alemán, scrittore spagnolo
- David Altenstetter, orafo tedesco († 1617)
- Alvise Bon, nobiluomo italiano († 1603)
- Battista Antonelli, ingegnere militare italiano († 1616)
- Bakhtunnissa Begum, principessa indiana († 1608)
- Camillo Baldi, letterato italiano († 1634)
- Giuseppe Buonfiglio, militare e storico italiano († 1622)
- Battista Castello, pittore, miniatore e orafo italiano († 1637)
- Andrea Corner, nobile, storico e poeta italiano († 1616)
- Dionisio di Zante, vescovo ortodosso greco († 1622)
- Henry Grey, I barone Grey di Groby, nobile inglese († 1614)
- Jurij Dalmatin, scrittore e religioso sloveno († 1589)
- Kikkawa Tsuneie, militare giapponese († 1581)
- Krzysztof Mikołaj Radziwiłł, nobile e politico polacco († 1603)
- Jacopo Ligozzi, pittore italiano († 1627)
- Gregorio López de Tovar, giurista spagnolo († 1636)
- Cristofano Malvezzi, compositore italiano († 1597)
- John Norreys, militare inglese († 1597)
- Oichi,  giapponese († 1583)
- Troilo Orsini, diplomatico e condottiero italiano († 1577)
- Anna Maria di Ortenburg, nobildonna tedesca († 1601)
- Bartolomé Román, pittore spagnolo († 1647)
- Sanada Masayuki, militare giapponese († 1611)
- Diana Scultori Ghisi, artista italiana († 1612)
- Shimazu Iehisa, militare giapponese († 1587)
- Orazio Spinola, cardinale e arcivescovo cattolico italiano († 1616)
- Unkoku Togan, pittore giapponese († 1618)
- Roemer Visscher, mercante olandese († 1620)
- Alof de Wignacourt, militare francese († 1622)
- Stanisław Żółkiewski, militare polacco († 1620)
- Diomede della Corgna, nobile e politico italiano († 1596)

## Morti

### Gennaio
- 2 gennaio - Giovanni Luigi Fieschi, nobile italiano (n. 1523)
- 5 gennaio - Alberto VII di Meclemburgo-Güstrow, nobile tedesco (n. 1486)
- 15 gennaio - Mahmud Shah II di Kedah, sovrano malese
- 16 gennaio - Johannes Schöner, matematico e astrologo tedesco (n. 1477)
- 17 gennaio - Roberto Pucci, cardinale italiano (n. 1463)
- 18 gennaio - Pietro Bembo, cardinale, scrittore e grammatico italiano (n. 1470)
- 19 gennaio - Henry Howard, conte di Surrey, nobile, politico e poeta inglese (n. 1517)
- 27 gennaio - Anna Jagellone, principessa ungherese (n. 1503)
- 28 gennaio - Enrico VIII d'Inghilterra, re inglese (n. 1491)

### Febbraio
- 6 febbraio - Konrad Adelmann von Adelmannsfelden, umanista tedesco (n. 1462)
- 7 febbraio - Federico Delfino, astronomo, filosofo e matematico italiano (n. 1477)
- 18 febbraio - Giulia da Varano, nobile italiana (n. 1523)
- 25 febbraio - Vittoria Colonna, nobile e poetessa italiana
- 28 febbraio - Filippina di Gheldria, nobile francese (n. 1467)

### Marzo
- 6 marzo - Enrico Loffredo, vescovo cattolico italiano (n. 1507)
- 8 marzo - Giulio Ferretti, giurista italiano (n. 1480)
- 15 marzo - Diego de Enzinas, umanista spagnolo
- 16 marzo - François Vatable, ebraista e teologo francese
- 31 marzo - Francesco I di Francia, re francese (n. 1494)

### Aprile
- 1º aprile - Maria di Lussemburgo-Saint-Pol, nobile francese
- 11 aprile - Dorotea di Danimarca, principessa danese (n. 1504)
- 23 aprile - Antonicca del Balzo, nobile italiana

### Maggio
- 2 maggio - Caspar Borner, umanista tedesco (n. 1492)
- 10 maggio - Francisco de los Cobos y Molina, nobile spagnolo

### Giugno
- 9 giugno - Pedricco de' Medici, nobile italiano (n. 1546)
- 21 giugno - Sebastiano del Piombo, pittore italiano (n. 1485)

### Luglio
- 17 luglio - Giovanni Corsi, umanista e diplomatico italiano (n. 1472)
- 20 luglio - Beato Renano, avvocato, editore e scrittore tedesco (n. 1485)

### Agosto
- 4 agosto - Fra Paolino da Pistoia, pittore italiano (n. 1488)
- 7 agosto - Gaetano Thiene, presbitero italiano (n. 1480)
- 15 agosto - Pier Maria III de' Rossi, generale italiano (n. 1504)
- 22 agosto - Niccolò Ardinghelli, cardinale italiano (n. 1503)
- 27 agosto - Hans Haller, orafo tedesco (n. 1505)

### Settembre
- 4 settembre - Caterina Mattei, monaca cristiana italiana (n. 1486)
- 6 settembre - Tommaso Badia, cardinale italiano (n. 1483)
- 10 settembre - Pier Luigi Farnese, nobile italiano (n. 1503)
- 10 settembre - Ippolita Gonzaga di Ludovico, conte di Rodigo, nobildonna italiana
- 17 settembre - Federico II di Legnica,  polacco (n. 1480)
- 19 settembre - Johann von der Leiter, nobile tedesco
- 27 settembre - Eleanor Brandon, nobile britannica (n. 1519)

### Ottobre
- 6 ottobre - Domenico Pastorello, arcivescovo cattolico italiano
- 18 ottobre - Jacopo Sadoleto, cardinale, vescovo cattolico e umanista italiano (n. 1477)
- 19 ottobre - Perin del Vaga, pittore italiano (n. 1501)
- 27 ottobre - Pedro de los Ríos y Gutiérrez de Aguayo, esploratore spagnolo

### Novembre
- 15 novembre - Martinho de Portugal, arcivescovo cattolico, diplomatico e nobile portoghese (n. 1485)

### Dicembre
- 2 dicembre - Hernán Cortés, militare, condottiero e nobile spagnolo (n. 1485)
- 17 dicembre - Pellegrino da San Daniele, pittore italiano (n. 1467)
- 28 dicembre - Konrad Peutinger, umanista, antiquario e diplomatico tedesco (n. 1465)

### Senza giorno specificato
- Hadım Suleiman Pascià, politico turco
- Giovanni da Medina, religioso, teologo e ambasciatore spagnolo (n. 1490)
- Samuele Abarbanel, banchiere e mecenate portoghese (n. 1473)
- Stephan Agricola, teologo tedesco
- Lodovico Alighieri, nobile, giurista e politico italiano (n. 1498)
- Lazare de Baïf, umanista e religioso francese (n. 1496)
- Francesco Boccardi, miniatore italiano
- Giovanni Cariani, pittore italiano
- Giannettino Doria, ammiraglio e nobile italiano (n. 1510)
- André de Foix, generale francese (n. 1490)
- Jacopo Antonio Morigia, presbitero e religioso italiano (n. 1497)
- John Redford, compositore e organista inglese
- Valerius Anshelm, scrittore svizzero (n. 1475)
- Pedro Sancho de Hoz, scrittore spagnolo (n. 1514)
- Peter Schöffer il Giovane, tipografo tedesco
- Giovanni Vincenzo de Luna, nobile, politico e militare italiano
- Louise de Montmorency, nobildonna francese (n. 1496)
- Luca d'Andrea della Robbia, scultore italiano
- Üveys Pascià, politico ottomano (n. 1512)

## Calendario
| Calendario 1547 | Calendario 1547 | Calendario 1547 | Calendario 1547 | Calendario 1547 | Calendario 1547 | Calendario 1547 | Calendario 1547 | Calendario 1547 | Calendario 1547 | Calendario 1547 | Calendario 1547 | Calendario 1547 | Calendario 1547 | Calendario 1547 | Calendario 1547 | Calendario 1547 | Calendario 1547 | Calendario 1547 | Calendario 1547 | Calendario 1547 | Calendario 1547 | Calendario 1547 | Calendario 1547 | Calendario 1547 | Calendario 1547 | Calendario 1547 | Calendario 1547 | Calendario 1547 | Calendario 1547 | Calendario 1547 | Calendario 1547 | Calendario 1547 |
| --------------- | --------------- | --------------- | --------------- | --------------- | --------------- | --------------- | --------------- | --------------- | --------------- | --------------- | --------------- | --------------- | --------------- | --------------- | --------------- | --------------- | --------------- | --------------- | --------------- | --------------- | --------------- | --------------- | --------------- | --------------- | --------------- | --------------- | --------------- | --------------- | --------------- | --------------- | --------------- | --------------- |
|                 | 1               | 2               | 3               | 4               | 5               | 6               | 7               | 8               | 9               | 10              | 11              | 12              | 13              | 14              | 15              | 16              | 17              | 18              | 19              | 20              | 21              | 22              | 23              | 24              | 25              | 26              | 27              | 28              | 29              | 30              | 31              |                 |
| Gennaio         | Sa              | Do              | Lu              | Ma              | Me              | Gi              | Ve              | Sa              | Do              | Lu              | Ma              | Me              | Gi              | Ve              | Sa              | Do              | Lu              | Ma              | Me              | Gi              | Ve              | Sa              | Do              | Lu              | Ma              | Me              | Gi              | Ve              | Sa              | Do              | Lu              |                 |
| Febbraio        | Ma              | Me              | Gi              | Ve              | Sa              | Do              | Lu              | Ma              | Me              | Gi              | Ve              | Sa              | Do              | Lu              | Ma              | Me              | Gi              | Ve              | Sa              | Do              | Lu              | Ma              | Me              | Gi              | Ve              | Sa              | Do              | Lu              |                 |                 |                 |                 |
| Marzo           | Ma              | Me              | Gi              | Ve              | Sa              | Do              | Lu              | Ma              | Me              | Gi              | Ve              | Sa              | Do              | Lu              | Ma              | Me              | Gi              | Ve              | Sa              | Do              | Lu              | Ma              | Me              | Gi              | Ve              | Sa              | Do              | Lu              | Ma              | Me              | Gi              |                 |
| Aprile          | Ve              | Sa              | Do              | Lu              | Ma              | Me              | Gi              | Ve              | Sa              | Do              | Lu              | Ma              | Me              | Gi              | Ve              | Sa              | Do              | Lu              | Ma              | Me              | Gi              | Ve              | Sa              | Do              | Lu              | Ma              | Me              | Gi              | Ve              | Sa              |                 |                 |
| Maggio          | Do              | Lu              | Ma              | Me              | Gi              | Ve              | Sa              | Do              | Lu              | Ma              | Me              | Gi              | Ve              | Sa              | Do              | Lu              | Ma              | Me              | Gi              | Ve              | Sa              | Do              | Lu              | Ma              | Me              | Gi              | Ve              | Sa              | Do              | Lu              | Ma              |                 |
| Giugno          | Me              | Gi              | Ve              | Sa              | Do              | Lu              | Ma              | Me              | Gi              | Ve              | Sa              | Do              | Lu              | Ma              | Me              | Gi              | Ve              | Sa              | Do              | Lu              | Ma              | Me              | Gi              | Ve              | Sa              | Do              | Lu              | Ma              | Me              | Gi              |                 |                 |
| Luglio          | Ve              | Sa              | Do              | Lu              | Ma              | Me              | Gi              | Ve              | Sa              | Do              | Lu              | Ma              | Me              | Gi              | Ve              | Sa              | Do              | Lu              | Ma              | Me              | Gi              | Ve              | Sa              | Do              | Lu              | Ma              | Me              | Gi              | Ve              | Sa              | Do              |                 |
| Agosto          | Lu              | Ma              | Me              | Gi              | Ve              | Sa              | Do              | Lu              | Ma              | Me              | Gi              | Ve              | Sa              | Do              | Lu              | Ma              | Me              | Gi              | Ve              | Sa              | Do              | Lu              | Ma              | Me              | Gi              | Ve              | Sa              | Do              | Lu              | Ma              | Me              |                 |
| Settembre       | Gi              | Ve              | Sa              | Do              | Lu              | Ma              | Me              | Gi              | Ve              | Sa              | Do              | Lu              | Ma              | Me              | Gi              | Ve              | Sa              | Do              | Lu              | Ma              | Me              | Gi              | Ve              | Sa              | Do              | Lu              | Ma              | Me              | Gi              | Ve              |                 |                 |
| Ottobre         | Sa              | Do              | Lu              | Ma              | Me              | Gi              | Ve              | Sa              | Do              | Lu              | Ma              | Me              | Gi              | Ve              | Sa              | Do              | Lu              | Ma              | Me              | Gi              | Ve              | Sa              | Do              | Lu              | Ma              | Me              | Gi              | Ve              | Sa              | Do              | Lu              |                 |
| Novembre        | Ma              | Me              | Gi              | Ve              | Sa              | Do              | Lu              | Ma              | Me              | Gi              | Ve              | Sa              | Do              | Lu              | Ma              | Me              | Gi              | Ve              | Sa              | Do              | Lu              | Ma              | Me              | Gi              | Ve              | Sa              | Do              | Lu              | Ma              | Me              |                 |                 |
| Dicembre        | Gi              | Ve              | Sa              | Do              | Lu              | Ma              | Me              | Gi              | Ve              | Sa              | Do              | Lu              | Ma              | Me              | Gi              | Ve              | Sa              | Do              | Lu              | Ma              | Me              | Gi              | Ve              | Sa              | Do              | Lu              | Ma              | Me              | Gi              | Ve              | Sa              |                 |